# José de Anchieta Fontana
José de Anchieta Fontana (Santa Teresa, 1940. december 31. – Santa Teresa, 1980. szeptember 9.) világbajnok brazil válogatott labdarúgó.
A brazil válogatott tagjaként részt vett az 1970-es világbajnokságon.
Nem sokkal a 40. születésnapja előtt egy baráti mérkőzésen kapott végzetes szívrohamot és elhunyt.

## Pályafutása

### A válogatottban
1966 és 1970 között 7 alkalommal szerepelt a brazil válogatottban. Tagja volt az 1970-es világbajnok csapatnak.

## Sikerei, díjai
Rio Branco
- Capixaba bajnok (2): 1959, 1962

Vasco da Gama
- Taça Guanabara (2): 1965, 1967
- Torneio Rio-São Paulo (1): 1966

Cruzeiro
- Mineiro bajnok (2): 1969, 1972

Brazília
- Világbajnok (1): 1970